# دهنو قلعه علیا
دهنوقلعه علیا روستایی در دهستان زیدآباد بخش زیدآباد شهرستان سیرجان استان کرمان ایران است.

## جمعیت
بر پایه سرشماری عمومی نفوس و مسکن در سال ۱۳۹۵ جمعیت این مکان ۳۴۸ نفر (۱۱۰خانوار) بوده‌است.